# Oceanides myopori
Oceanides myopori är en insektsart som beskrevs av Robert L. Usinger 1942. Oceanides myopori ingår i släktet Oceanides, och familjen fröskinnbaggar. Inga underarter finns listade i Catalogue of Life.